# Alojzy Orione

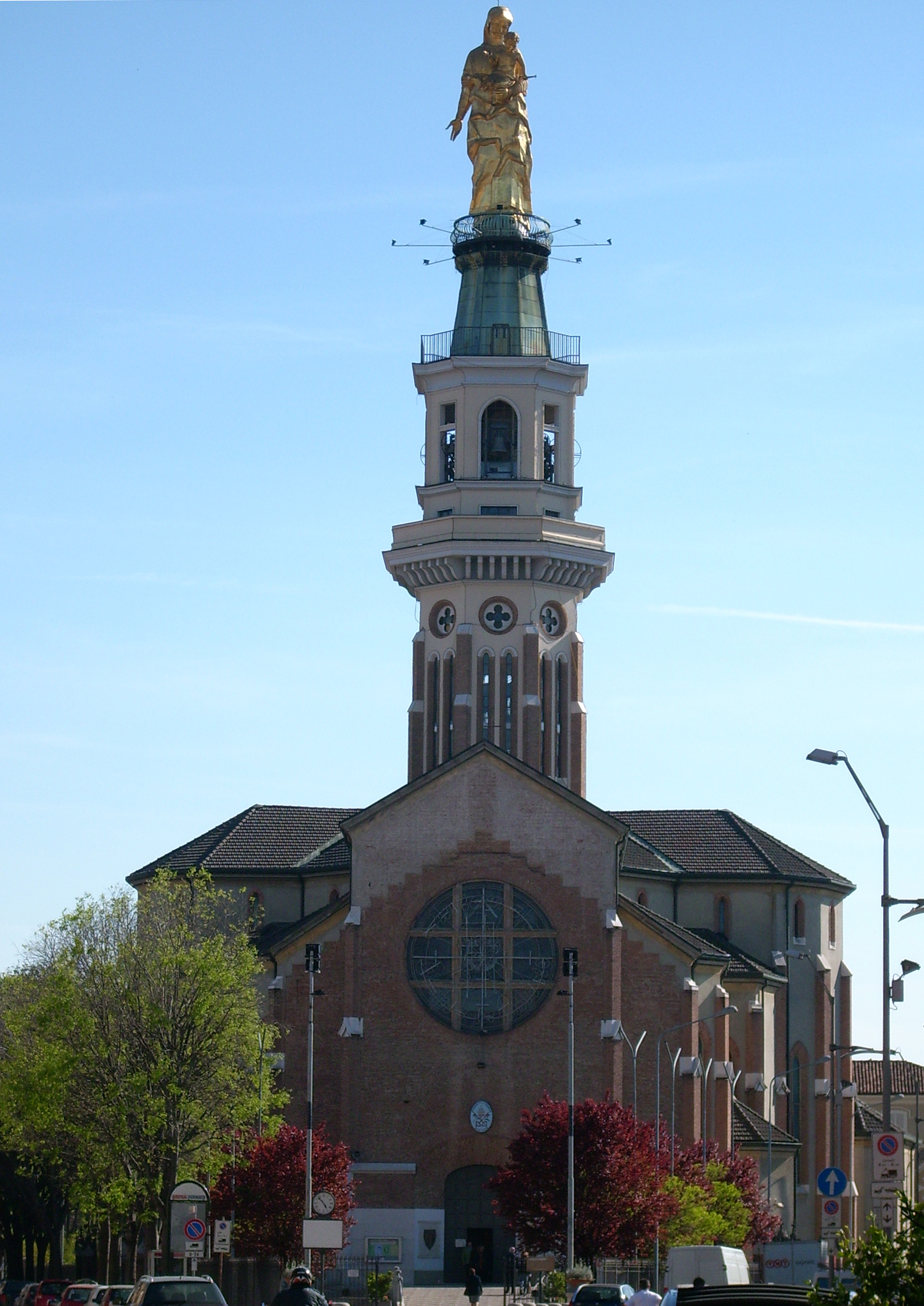
Santuario di Nostra Signora della Guardia w Tortonie.

Alojzy Jan Orione, wł. Luigi Orione (ur. 23 czerwca 1872 w Pontecurone, zm. 12 marca 1940 w San Remo) – włoski duchowny katolicki, działacz społeczny i oświatowy, założyciel zgromadzenia Małego Dzieła Boskiej Opatrzności (orionistów), tercjarz franciszkański, święty Kościoła katolickiego.

## Młodość
Alojzy Orione urodził się w Pontecurone, w piemonckiej prowincji Alessandria jako syn Vittoria Orione i Caroliny Feltri. Uczęszczał do Oratorio Valdocco w Turynie. Był jednym z ulubionych uczniów księdza Jana Bosco, również późniejszego świętego. Od 13. roku życia miał problemy zdrowotne. Trzy lata później, w wieku 16 lat obecny był w Turynie przy łożu śmierci Jana Bosco. W dniu pogrzebu duchownego dojść miało do cudownego uleczenia Alojzego (zrośnięcie się odciętego palca).
W 1892 roku dwudziestoletni seminarzysta założył własne oratorium, a w następnym roku szkołę zawodową dla ubogich. 13 kwietnia 1895 wyświęcony został na księdza.

## Zgromadzenie orionistów
Począwszy od 1899 rozpoczął gromadzić grupę księży i kleryków, która przekształciła się z czasem w zgromadzenie Małego Dzieła Opatrzności Bożej (Piccola Opera della Divina Provvidenza). W 1903 roku grupa ta otrzymała pełną zgodę na prowadzenie działalności ze strony władz kościelnych, ze względu na nazwę zgromadzenia nazywani są oni również Synami Bożej Opatrzności.
Jednym z księży, należących do wewnętrznego kręgu organizacji był Lorenzo Perosi, który w późniejszym czasie został dożywotnim dyrektorem chóru kaplicy Sykstyńskiej i jednym z najbardziej znanych współczesnych kompozytorów muzyki sakralnej. Ks. Perosi urodził się w tym samym roku i w tej samej prowincji co ks. Orione. Byli oni przez całe życie bliskimi przyjaciółmi.

## Późniejsza działalność
W 1908 Alojzy Orione udał się do Mesyny oraz Reggio di Calabria zniszczonych podczas trzęsienia ziemi. Spędził tam trzy lata niosąc pomoc potrzebującym, przede wszystkim sierotom. W 1915 udał się do okręgu Mersyka w pobliżu Rzymu również zniszczonego w następstwie trzęsienia ziemi, gdzie założył Zgromadzenie Małych Sióstr Misjonarek Dobroczynności.
Po zakończeniu I wojny światowej ks. Orione rozszerzył swoją działalności poprzez zakładanie kolejnych szkół, organizacji charytatywnych, gospodarstw rolnych, zawsze ze szczególnym naciskiem na pomoc dla sierot i ubogich. Podczas kolejnych dwudziestu lat powstawały one w całych Włoszech, oraz w Ameryce.
W 1931 roku założył sanktuarium Madonna della Guardia w Tortonie, które do dziś jest najważniejszą świątynią zgromadzenia orionistów. Corocznie odbywa się tu festiwal ku czci przyjaciela Świętego, wspomnianego Lorenzo Perosiego.

## Choroba i śmierć
Zimą 1940 roku ks. Orione doznał szeregu dolegliwości kardio- i pulmonologicznych. Niechętnie udał się wówczas do San Remo w celu polepszenia stanu zdrowia. 9 marca 1940 powiedział: To nie pomiędzy palmami chciałbym umrzeć, lecz pomiędzy ubogimi, którzy są Jezusem Chrystusem. Trzy dni później, otoczony księżmi ze swojego zgromadzenia, zmarł. Jego ostatnie słowa brzmiały Jezu, Jezu! Idę!.
Alojzy Orione został pochowany w Santuario di Nostra Signora della Guardia w Tortonie, w kościele zbudowanym przez siebie w 1931 roku, z pomocą kapłanów i akolitów w podzięce dla Matki Bożej za zakończenie działań wojennych I wojny światowej i jest najważniejszym miejscem pielgrzymek na świecie dla jego czcicieli.

## Kult
W naturalny sposób zmumifikowane ciało ks. Alojzego Orione zostało ekshumowane w 1965. 26 października 1980 złożono je w kryształowym sarkofagu w sanktuarium w Tortonie. Tego samego dnia ks. Orione został beatyfikowany przez papieża Jana Pawła II, który też dokonał jego kanonizacji 16 maja 2004 roku. Wspomnienie liturgiczne Świętego Alojzego Orione, prezbitera, obchodzone jest w Kościele katolickim 12 marca. Kult Świętego propagują Zgromadzenia: Księży Orionistów i Sióstr Orionistek oraz założone przez niego organizacje charytatywne.